# In Yo Face
In Yo Face è un singolo dell'album Bang! Pow! Boom! del gruppo Horrorcore Insane Clown Posse. Nel video musicale, il gruppo getta varie cose sul viso di alcune persone.